# Базилянський Едуард Йосипович
Едуард Йосипович Базиля́нський (26 серпня 1931, Київ — 18 лютого 2018, Київ) — український живописець; член Київської організації Спілки радянських художників України з 1970 року (член бюро секції живопису та правління). Батько художника Ростислава Базилянського.

## Біографія
Народився 26 серпня 1931 року в місті Києві (нині Україна). 1961 року з відзнакою закінчив графічний факультет Київського відділення Українського поліграфічного інституту, де навчався у Михайла Іванова.
Мешкав у Києві в будинку на вулиці Литвиненко-Вольгемут, № 5, квартира № 81 та у будинку на вулиці Пирогова, № 5.
Помер на 87-му році життя 18 лютого 2018 року.

## Творчість
Працював у галузі станкового живопису у жанрах пейзажу, натюрморту, тематичної картини. Серед робіт:
- «На пляжі» (1961)[4];
- «Вуличка в Гурзуфі» (1973)[1];
- «Седнів взимку» (1974);
- «Відпочинок біля ставка» (1974)[4];
- «День Перемоги» (1975)[5];
- «Сонце зайшло» (1978)[4];
- «Остання мелодія» (1981)[4];
- «Хутір в Карпатах» (1984);
- «Відпочинок в лісі» (1990)[4];
- «Старе місто. Вечір» (1990)[1];
- «Біля хати» (1994);
- «Сонячний натюрморт» (1994);
- «Дощ в місті» (1994)[4];
- «Лютневе сонце» (1996);
- «Околиця міста» (1996);
- «Старі човни» (1997)[4];
- «Натюрморт» (1997);
- «Натюрморт біля хати» (1998)[1];
- «Квіти» (1998);
- «Рання зима» (2000);
- «Біля старої хати» (2000)[5];
- «Ворог Рейху. Гетто» (2000)[5];
- «Місток» (2000)[1];
- «Бузок біля хати» (2000).

Брав участь у всесоюзних, республіканських і обласних виставках з 1956 року.
Роботи художника закуплені Міністерством культури і мистецтв України. Твори знаходяться у приватних колекціях України, Франції, Австрії, Фінляндії.